# Classe Borodino (cuirassé)
Pour les autres classes de navires du même nom, voir Classe Borodino.
Les 5 cuirassés de la marine impériale russe de la classe Borodino, connue aussi sous le nom Knyaz Souvorov, étaient les seuls véritables cuirassés de cette flotte avant l’arrivée des dreadnoughts. Leur histoire fut particulièrement tragique.
Entrés en service à partir de 1901, ils connurent la défaite lors de la guerre contre l’empire du Japon en 1905.

## Liste des navires
Voici la liste de navires et leur fin :
- Borodino (en) (1901) - coulé pendant la bataille de Tsushima en 1905
- Empereur Alexandre III (1901) - coulé pendant la bataille de Tsushima en 1905 ;
- Orel (1902) - capturé par le Japon pendant la bataille de Tsushima en 1905 ;
- Kniaz Souvorov (1902) - coulé pendant la bataille de Tsushima en 1905 ;
- Slava (1903) – sabordé en 1917 après un combat contre un cuirassé allemand.

## Caractéristiques
Fortement inspirés du Tsarevitch construit aux Forges et Chantiers de la Méditerranée à La Seyne-sur-Mer en France, ces navires étaient armés également de quatre canons de 305 mm répartis en deux tourelles blindées situées à l'arrière et à l'avant du navire et d'une artillerie secondaire également sous tourelle. Moins fortement protégés que le Tsarevitch, trois des navires de la classe Borodino sont coulés à Tsushima.

## Historique

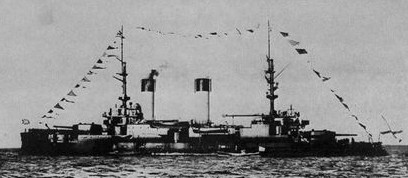
LOrel qui fut capturé par les Japonais.

À l’exception du Slava qui n’était pas prêt, ces vaisseaux furent affectés à la 1re division de l’amiral Rojestvenski pour la longue expédition depuis l’Europe vers l'Extrême-Orient. 
Ils étaient théoriquement capables de se mesurer à tout ce que la marine impériale japonaise pouvaient mettre en ligne. Ce n’est certainement pas dans leurs performances qu’on peut trouver les causes de la défaite russe. Le jour de la bataille, le 27 mai 1905, leur vitesse souffrit de la lenteur des autres navires de cette flotte mixte. Leur adversaire sut très bien en tirer parti. 
Ils étaient de plus surchargés de charbon. Le ravitaillement en charbonnage avait posé d’énormes problèmes que l’on avait résolus en utilisant l’espace libre des ponts supérieurs pour le stockage. Il en résulta une réduction de la hauteur métacentrique qui provoqua un fort roulis et accrut si considérablement le tirant d’eau que la ceinture cuirassée était presque immergée et les batteries de canon de 76 mm, au ras de l’eau, n’étaient plus utilisables.
Le Knyaz Souvorov  fut coulé cinq heures après avoir reçu quatre torpilles. Sa ceinture cuirassée n’avait pas été endommagée mais la force des impacts avait provoqué des fuites importantes dans la structure de soutènement de la ceinture.
L'Empereur Alexandre III et le Borodino coulèrent à la suite d’un incendie et d’une explosion à bord.
Le navire Orel, dont l’accastillage fut endommagé, se rendit et il reprit du service dans la flotte japonaise sous le nom d'Iwami.
Le Slava servit dans la flotte de la mer Baltique lors de la Première Guerre mondiale et fut sabordé après la bataille du détroit de Muhu qui le vit affronter le cuirassé König de la marine impériale allemande dans le golfe de Rīga en 1917.

## Historique du Borodino
Construit au Chantier naval de la Nouvelle Amirauté sous la direction de l'officier mécanicien D.V. Skvortsov, le Borodino fut construit d'après les plans révisés du Tsarevitch, un cuirassé construit en France. En raison du manque de fiabilité des machines le cuirassé atteignit seulement la vitesse de 16 nœuds au lieu des 18 escomptés.
Le Borodino fut placé sous le commandement du capitaine 1er rang (grade correspondant à celui de colonel dans l'infanterie ou l'armée de l'air) Piotr Iossifovitch Serebrennikov (1853-1905). Ce cuirassé prit part à la bataille de Tsushima le 27 mai 1905. Au cours de ce combat naval, touché par les tirs japonais, le Borodino coula, 785 marins trouvèrent la mort dans ce naufrage, seul un marin survécut au désastre.